# سيلينيد الصوديوم
سيلينيد الصوديوم هو مركب لاعضوي من السيلينيدات صيغته Na2Se ويوجد على شكل بلوري صلب رمادي اللون.

## التحضير
يحضر المركب من تفاعل عنصري الصوديوم والسيلينيوم في وسط من الأمونيا عند درجات حرارة منخفضة (-40 °س).
{\displaystyle \mathrm {2\ Na+Se\longrightarrow Na_{2}Se} }

## الخواص
يوجد المركب في الشروط القياسية على شكل صلب بلوري، وهو يتفكك عند ملامسته الماء في تفاعل حلمهة وفق المعادلة:
{\displaystyle \mathrm {Na_{2}Se+H_{2}O\longrightarrow NaHSe+NaOH} }
يتفاعل سيلينيد الصوديوم مع كلوريد الهيدروجين لينتج سيلينيد الهيدروجين: 
{\displaystyle \mathrm {Na_{2}Se+2\ HCl\longrightarrow 2\ NaCl+H_{2}Se} }

## الاستخدامات
للمركب تطبيقات في مجال الاصطناع العضوي.